# Torneranno i prati
Pour plus de détails, voir Fiche technique et Distribution.
Torneranno i prati est un film italien réalisé par Ermanno Olmi, sorti en 2014.

## Fiche technique
- Titre français : Torneranno i prati
- Réalisation : Ermanno Olmi
- Scénario : Ermanno Olmi
- Photographie : Fabio Olmi
- Musique : Paolo Fresu
- Pays d'origine : Italie
- Genre : drame
- Date de sortie : 2014

## Distribution
- Claudio Santamaria
- Camillo Grassi
- Niccolò Senni
- Andrea Di Maria
- Francesco Formichetti